# لويس دانيال برودسكي
لويس دانيال برودسكي (بالإنجليزية: Louis Daniel Brodsky)‏ هو شاعر أمريكي، ولد في 17 أبريل 1941، وتوفي في 16 يونيو 2014.